# Colònia Gomis
|  | Aquest article tracta sobre Can Gomis de Monistrol de Montserrat. Vegeu-ne altres significats a « Can Gomis (desambiguació)». |

La Colònia Gomis o Can Gomis és una colònia tèxtil del municipi de Monistrol de Montserrat (Bages) protegida com a bé cultural d'interès local. La colònia estava formada per una fàbrica, una línia d'habitatges i l'església neoromànica de la Mare de Déu del Roser.

## Història
La Colònia industrial tèxtil de Can Gomis fou fundada l'any 1891 pel manresà Francesc Gomis i Soler.
Dedicada, des dels seus orígens, a la fabricació de filats i teixits de cotó, l'any 1909 fou instal·lada a aquest lloc una central elèctrica que proveïa de corrent a Monistrol de Montserrat, Olesa de Montserrat i la muntanya, i el Monestir de Montserrat, així com d'altres pobles. Quedà integrada al grup de forces hidroelèctriques del Segre i fou creat per aquesta mateixa raó social.
L'església neoromànica de la Colònia Gomis fou dedicada a la Mare de Déu del Roser i és obra de l'arquitecte Alexandre Soler i March.
L'estiu de l'any 1985 fou tancada la fàbrica de la Colònia Gomis que ocupava en aquells moments a 72 treballadors, un 80% dels quals procedia del poble de Monistrol de Montserrat. Anys més tard es va tornar a obrir la fàbrica, que encara funciona.